# Union nationale des étudiants de France dite Solidarité étudiante
Pour les articles homonymes, voir SE.
 (octobre 2012).
Si vous disposez d'ouvrages ou d'articles de référence ou si vous connaissez des sites web de qualité traitant du thème abordé ici, merci de compléter l'article en donnant les références utiles à sa vérifiabilité et en les liant à la section « Notes et références ».
L'Union nationale des étudiants de France (UNEF), appelée UNEF Renouveau puis UNEF Solidarité étudiante (SE) est l'une des deux branches issues de l'UNEF depuis leur scission de 1971 jusqu'en 2001. De 1971 à 1982, elle s'appelle tout d'abord UNEF Renouveau.
Les nombreux procès en paternité revendiquant l'appellation UNEF ne donneront raison à aucune des deux parties, les protagonistes (ACES et chacune des deux UNEF) ayant décidé en 1979 de se désister de toutes leurs réclamations.
On l'a qualifiée du nom d'UNEF-Renouveau (référence à la tendance Renouveau d'avant 1971 d'où elle était issue) jusqu'en 1982 où l'adoption de la ligne de "solidarité étudiante" la fait parfois désigner sous le sigle "UNEF-SE". En opposition à l'UNEF-US puis UNEF-ID, contrôlée par les trotskistes-lambertistes, l'UNEF dite Renouveau est dirigée par des étudiants issus de l'Union des étudiants communistes, de la Jeunesse étudiante chrétienne et de certains groupes de la gauche non-communiste, comme les mitterrandistes en 1971 ou bien le CERES (minorité du PS proche de Jean-Pierre Chevènement. Toutefois après le mouvement contre la loi Devaquet, le CERES, devenu Socialisme et République, décide de s'investir dans l'UNEF-ID et y entre au congrès de mai 1987).

## Organisation interne
Contrairement à l’UNEF-ID, elle a constamment revendiqué le nom UNEF (sans autre précision) et, pour appuyer cette revendication, conservé officiellement les statuts de 1969, les derniers d’avant l’explosion. Mais elle ne les a jamais appliqués, les « précisant » rapidement par un règlement intérieur largement contradictoire avec eux, règlement dont de nombreux points tombèrent également dans l’oubli.
Vers le milieu des années 1990, le fonctionnement de l’UNEF était le suivant : elle était composées d’AGE (associations générales d'étudiants), une par établissement en région parisienne, une par ville en province, largement autonomes, fonctionnant chacune selon ses statuts et ses usages.
Les AGE étaient en théorie formées d’associations de filière autonomes, héritières des Comités d’Action des statuts de 1969. En fait, très peu existaient réellement. Dans les grandes villes universitaires de province, comme Lyon ou Montpellier, chaque association correspondait à une Université, non à une filière. En région parisienne, il y en eut fort peu, le plus souvent éphémères.
L’Union nationale était dirigée officiellement par un Bureau national de 31 membres élu par le congrès (annuel d’abord, puis tous les deux ans, où chaque AGE avait un nombre de délégués déterminé par son nombre d’adhérents) au scrutin majoritaire de liste non bloquée (une commission élue par le congrès proposait une liste, le bulletin de vote comprenait tous les candidats, les 31 candidats qui obtenaient le plus de vois étaient élus). Il comprenait un président, un secrétaire général, un trésorier. Un secrétariat national formés de ces derniers plus quatre ou cinq membres élus par le Bureau national constituait la direction exécutive de l’UNEF. En général, la direction plaçait quelques opposants au Bureau national, jamais au secrétariat.
Le Collectif national comprenait les 31 membres du Bureau national plus deux représentants par AGE (d’après le règlement : le président et le secrétaire, en fait désignés librement par les AGE pour chaque réunion). Il était l’instance principale de débat entre deux congrès.
L'UNEF a eu six sièges successifs, du 11 rue du Caire au 52, rue Édouard-Pailleron, 75019 Paris.

## Historique

Évolution des syndicats étudiants français, dont les différentes UNEF.

L'UNEF, majoritaire au début des années 1980, a refusé en avril et mai 1983 de s'associer au  Mouvement contre la Réforme Savary des universités de 1983 car la réforme apportait des éléments positifs.
Pendant le mouvement étudiant de 1986, elle s'efface, comme l'autre UNEF, devant l'unité des étudiants au sein  de la coordination nationale du mouvement, qui n'a pour mandat que le retrait du Projet de loi Devaquet, même si deux des responsables d'AGE, celui de Toulouse et celui de Limoges, firent partie des 14 étudiants élus dans le bureau. Le président de l'UNEF alors était Patrice Leclerc. L'organisation traversait une double impasse financière et syndicale. Toutefois lors du 72e congrès (Saint-Étienne),, le nouveau Président de L'UNEF, Xavier Aknine, et le secrétaire général, Marc Rossetti, font adopter la "stratégie du rassemblement". Celle-ci part du constat que le syndicalisme est minoritaire à l'université et que lors des mouvements étudiants et des élections universitaire, l'Unef doit s'appuyer sur des non-syndiqués. La stratégie du rassemblement permettra à l'Unef de se reconstruire, de gagner un certain nombre d'adhérents et d'être davantage présente pendant les mouvements étudiants de l'automne 1987. L'année suivante, un débat se développe au sein du bureau national entre membres de l'Union des étudiants communistes. Ce débat oppose partisans et adversaires de la direction du PCF, et porte également sur les modalités d'intervention syndicale : développer le projet de l' UNEF, travailler plus avec l'UNEF-ID ou soutenir toutes les actions à la base, dans une logique mouvementiste ?
Les partisans de l'Union des étudiants communistes remportent le congrès de Toulouse (74e congrès) en 1990. Olivier Meier continue de présider l'UNEF. Le bureau national, renforcé par des cadres issus de l'UEC (dont Marie-Pierre Vieu) et bénéficiant des financements étatiques nouveaux accordés aux organisations étudiantes représentatives, développe le syndicat. A partir du congrès de Lyon, l'opposition est dominée par des militants venus de l'UNEF-ID et de PSA, provenant principalement de mouvances d'extrême gauche proches de la LCR, de LO et de mouvements anarchistes tels qu'AL. Pendant les moments les plus aigus de la crise interne, l'UNEF comptait sur le campus de Jussieu deux AGE concurrentes. La tentative de structurer l'opposition en s'appuyant sur des AG d'Ile de France, la FAGIF, fit long feu[réf. nécessaire].
L'UNEF  arrive à surmonter cette crise interne et prend une place importante dans les mouvements étudiants des années 1990, notamment face à des gouvernements socialistes. L'UNEF sera notamment le moteur de la révolte étudiante contre les projets Jospin, puis Lang et enfin contre le Contrat d'Insertion Professionnelle, dit CIP, où les présidents des deux UNEF (Bob Injey et Philippe Campinchi) font front commun.
Le mouvement étudiant de 1995 est un apogée paradoxal pour l'organisation. Minoritaire à la coordination étudiante, la direction de l'UNEF-ID quitte les lieux, ce qui apparaît comme une victoire pour l'UNEF. Sa présidente, Marie-Pierre Vieu, bénéficie d'une médiatisation inédite. Mais l'organisation ne se renforce pas, alors que la nouvelle stratégie de l'UNEF-ID, plus combative, réduit son espace. Les soutiens de l'UNEF (PCF, CGT principalement) se montrent sensibles à la thématique de la réunification.
Le déclin s'accentue à la fin de la décennie sous la présidence de Karine Delpas. Certains opposants refusèrent de siéger en Bureau après le congrès de Toulouse. Après le congrès de Toulouse (1997), les militants de la LCR se retirèrent progressivement de l’UNEF, beaucoup passant à SUD Étudiant, certains à l’UNEF-ID. Le plus connu étant Olivier Besancenot de l’AGE de Nanterre. Ceux qui restèrent  se désintéressèrent de l’Union nationale, refusant de participer au Bureau national et étant presque systématiquement absents des Collectifs nationaux.
L'arrivée au pouvoir de la gauche plurielle, conduisit à la cristallisation des affrontements. L’UNEF s’était prononcée en 1997 contre la réforme Bayrou. Tandis que la direction cherchait des aspects positifs dans la politique d’Allègre, ses opposants y virent la continuation de la précédente.
Le mouvement étudiant de l’automne 1998 contre le rapport Attali et le plan U3M consacra la coupure en deux de l’UNEF, entre une direction qui refusa de s’engager, et une minorité (AGE de Rouen, Caen, Limoges, Lille, Paris IV et association de Toulouse-Mirail, rejointes ensuite par les AGE de Pau, Nantes, Paris I et Evry) qui soutint le mouvement et fit ensuite de la lutte contre ces réformes l’axe principal de son activité syndicale. L’opposition nouvelle comprenait les militants de la GR (Gauche révolutionnaire, scission de la LCR) qui dirigeaient les AGE de Rouen et Caen, mais aussi de nombreuses autres sensibilités, compris des communistes hostiles soit à la direction du PCF, soit seulement à la ligne syndicale de la direction de l’UNEF, et des socialistes.

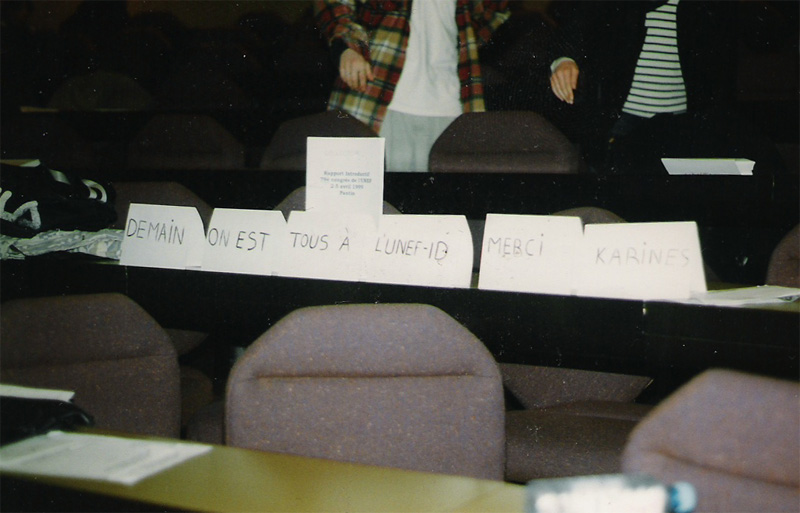
congrès de Pantin, avril 1999 : Demain on est tous à l'UNEF-ID, merci Karine.

À partir de janvier 1999, s’ajoute à cette question celle de l’unité avec l’UNEF-ID, avancée par la direction Delpas (officiellement : pour tenter de répondre au très faible taux de syndicalisation du monde étudiant) malgré de nombreuses réticences dans sa majorité. Elle domine le 79e congrès (Pantin, avril 1999) qui, dans une grande confusion, vote à une écrasante majorité une motion « contre toute forme de réunification » (votent pour : l’opposition et la plus grande partie de la majorité, le reste s’abstenant ; seuls votent contre des délégués des deux AGE encore dirigée par des membres de la LCR (Jussieu) ou codirigée (Nanterre).
Durant ce congrès, l’AGEL (Limoges), un bastion, annonce sa scission de l’Union nationale. Elle est rejointe ensuite par l’AGE de Pau et l’Association de Toulouse-Mirail, qui forment avec elle Solidarité étudiante.
L’UNEF sort donc de ce congrès profondément divisée. D’un côté, l’opposition, affaiblie, poursuit dans les AGE qu’elle domine la lutte contre les réformes Bayrou-Allègre et tente, en participant à l’intersyndicale "Ensemble contre les réformes Allègre", de maintenir des liens avec les scissionnistes de SE, d’en rétablir avec l’AGET-ASL, et d’en créer avec le SEUL de Montpellier. De l’autre la direction garde la perspective de l’unification avec l’UNEF-ID, alors prévue pour la fin 1999.
Les élections aux CROUS de mars 2000 sont un désastre pour l’UNEF qui ne conserve qu’une dizaine d’élus, et perd donc tout espoir de conserver son représentant au CNOUS. Une tentative de liste unitaire avec l’AGET-ASL et SE, recherchant le soutien du SEUL échoue : seule l’AGET-ASL accepte, ce qui condamne la tentative, et la liste fait finalement moins de voix que le total des élus UNEF, pour des raisons restées à ce jour mystérieuses.

## Le débat sur la réunification, et la fin de l'UNEF dite SE
En juin 2000, alors que la liste pour le CNESER est prête, que l’opposition y participe, que l’UNEF paraît certaine d’y conserver son élu, et donc le statut d’organisation nationale représentative, Karine Delpas annonce au Bureau national à trois jours du dépôt, le vendredi 2 juin, que l’UNEF-ID propose une liste commune (avec une place éligible pour l’UNEF seulement) et qu’il faut l’accepter.
Certains opposants décident alors de lancer une liste alternative, avec le soutien du SEUL et de l’AGET-ASL. La liste est déclarée invalide par le ministère. La liste UNEF-ID/UNEF obtiendra moins de voix que le nombre d’élus revendiqués par la seule UNEF-ID.
La fin de l'UNEF peut se résumer en une longue déliquescence, la direction se révélant incapable d'établir une majorité solide pour la réunification, et les oppositions se divisant, les AGE critiques partant les unes après les autres, créant de multiples structures. La perspective d'une absorption par l'UNEF-ID, la réduction du militantisme étudiant dévitalisent les AGE, qu'elles soient favorables à la direction ou critiques. L'UNEF est très isolée.
Le  congrès d'Orsay en 2000 refuse la réunification mais ne remplace pas la direction qui y est favorable. Celle-ci relance le processus d’unification et convoque un dernier congrès en 2001. Ce congrès crépusculaire, boycotté par la quasi-totalité des AGE, vote la dissolution de l’UNEF et son adhésion immédiate à une fusion avec l’UNEF-ID. Le poids des anciens adhérents de l’UNEF dite SE dans l’UNEF réunifiée s'est révélé quasi nul. Les opposants à l’unification s'éparpillent rapidement, entre structures éphémères, scission vers SUD Étudiant, repli local et arrêt de l'activité syndicale. Plusieurs de ces structures fusionnent en 2003 au sein de la FSE.

## Postérité
Aujourd'hui, au sein de l'UNEF réunifiée, la Tendance Unité et action syndicale (TUAS) revendique l'héritage syndical de l'UNEF-Renouveau, elle regroupe une majorité de militants proches du Parti communiste français (PCF) et de l'Union des étudiants communistes (UEC). Deuxième tendance de l'organisation, elle représente 20 % de l'UNEF au 85e congrès en 2017. Elle est issue de la Sensibilité Unité et action fondée en 2009, issue elle-même de la Sensibilité pour UNEF indépendante et syndicale (SUIS) fondée en 2007, six ans après la réunification. Elle scissionne en 2019 pour fonder la Fédération syndicale étudiante ; quelques sections restent dans l'UNEF et forment la tendance Unité et action (U&A).

## Représentativité
| Année  | 1989 | 1991 | 1994 | 1996 | 1998 | 2000 |
| ------ | ---- | ---- | ---- | ---- | ---- | ---- |
| CNESER | 2    | 2    | 2    | 2    | 1    | 1*   |
| CNOUS  | 1    | 2    | 2    | 1    | 1    | 0    |

(*) En 2000, liste commune UNEF et UNEF-ID.

## Présidents de l'UNEF dite Renouveau puis SE
- Guy Konopnicki (président de 1971 à 1972)[10]
- Olivier Mayer (président de 1972 à 1973)
- René Maurice (président de 1973 à 1976)
- Jean-Luc Mano (président de 1976 à 1979)
- Didier Seban (président de 1979 à 1981)
- Denis Dubien (président de 1981 à 1984)
- Régis Piquemal (président de 1984 à 1986)
- Patrice Leclerc (président de 1986 à 1987)
- Xavier Aknine (président de 1987 à 1988)
- Olivier Meier (président de 1988 à 1992)
- Robert Injey (président de 1992 à 1994)
- Marie-Pierre Vieu (présidente de 1994 à 1998)
- Karine Delpas (présidente de 1998 à 2001)